# Salon (Aube)
Salon é uma comuna francesa na região administrativa de Grande Leste, no departamento de Aube. Estende-se por uma área de 21,67 km². Em 2010 a comuna tinha 122 habitantes (densidade: 5,6 hab./km²).